# Yugoslavia en los Juegos Olímpicos de Oslo 1952
Yugoslavia estuvo representada en los Juegos Olímpicos de Oslo 1952 por un total de 6 deportistas que compitieron en 3 deportes.  
El equipo olímpico yugoslavo no obtuvo ninguna medalla en estos Juegos.